# Квітень 2016
Квітень 2016 — четвертий місяць 2016 року, що розпочався у п'ятницю 1 квітня та закінчився в суботу 30 квітня.

## Події
- 1 квітня
  - Українські вчені довели походження їжака від мамонта[1]
- 2 квітня
  - У Нагорному Карабасі відбулись зіткнення Збройних сил Азербайджану та Вірменії, сторони застосували важку техніку та авіацію[2].
- 3 квітня
  - опубліковані панамські документи[3]
  - У Києві відкрився фестиваль "Французька весна"[4]
  - Папа Римський закликав вірян робити щедрі пожертви для українських переселенців[5]
- 5 квітня
  - Вулкан Попокатепетль поблизу Мехіко викинув стовп попелу заввишки 2000 метрів[6]
- 6 квітня
  - У Нідерландах триває референдум щодо асоціації України з ЄС[7]
- 7 квітня
  - В околицях Сонячної системи знайшли блукаючу планету[8]
  - Референдум у Нідерландах:  61% проти асоціації з Україною[9]
- 8 квітня
  - Донецький «Шахтар» здолав португальську «Брагу» в першому матчі 1/4 фіналу Ліги Європи[10]
  - У рамках місії SpaceX CRS-8 у космос виведено космічний корабель Dragon та успішно проведено повернення і посадку першого ступеня ракети-носія[11]
- 10 квітня
  - Арсеній Яценюк заявив про рішення скласти повноваження Прем’єр-міністра України[12]
  - Британський біолог виростив книгу з живих бактерій[13]
- 12 квітня
  - Войцех Бальчун — польський топ-менеджер і музикант — став головою Укрзалізниці[14]
  - Політв'язень Андрій Краснов оголосив голодування[15]
- 13 квітня
  - Вперше вдалося за допомогою імплантованого в мозок мікрочипу відновити рухи у кінцівці людині з травмою хребта[16]
- 14 квітня
  - новим прем'єр-міністром став Володимир Гройсман[17]
- 16 квітня
  - Землетрус в Еквадорі, понад 600 людей загинуло, понад 51 тисяча поранено.
- 20 квітня
  - Єврокомісія запропонувала скасувати візи для українців[18]
- 21 квітня
  - Фармацевтична компанія AstraZeneca розпочала масштабний проєкт по секвенуванню 2 мільйонів індивідуальних геномів людини для дослідження варіацій в генах, що пов'язані з хворобами проте рідко зустрічаються у популяції[19].
- 22 квітня
  - Президент Казахстану Нурсултан Назарбаєв призначив новим Надзвичайним та Повноважним послом Казахстану в Україні Ордабаєва Самата Ісламовича[20]
- 28 квітня
  - З російського космодрому «Восточний» здійснено перший вдалий пуск — ракета-носій Союз-2.1а, вивела на орбіту 3 супутники[21]
- 29 квітня
  - Помер український співак Дмитро Гнатюк[22]